# Света Варвара
Света Варвара (грч. Αγία Βαρβάρα) ( 3. век н.е., Никомедија —  4. децембар 306, Никомедија), позната као и Света Барбара, је хришћанска мученица и светитељка. Света Варвара је заштитница рудара, ватрогасаца и артиљерије.

## Житије Свете Варваре
Живела је у 3. веку, у време римског цара Максимијан. Отац јој је био по имену Диоскор. Био је многобожац и врло строго је васпитавао своју кћер. Али једном приликом, када је хтео да зида купатило, он заповеди да се направе два прозора, а Варвара је затражила три, за Оца, Сина и Светога Духа. Када је ово чуо, њен отац је био саблажњен што му је кћерка хришћанка. Одвукао ју је код старешине области, где девојка храбро призна да је хришћанске вере и да се никада неће поклонити идолима.
Због таквих њених речи, ставише је на муке, најпре је истукоше, палили су јој ребра и груди, а на крају су је свукли до гола и тако градом провели. Сам отац Диоскор је својој кћери одсекао главу. Тако се ова млада девојка жртвовала за Христа, а њеног оца је стигла заслужена казна - једном га је погодио гром и скончао је у мукама.
На икони се св. Варвара представља у обичном тадашњем женском оделу са крстом и митром у руци.

## Из Пролога св. Николаја Охридског и Жичког
Отац ове славне следбенице Христове, која се од раних лета уневести Христу, по имену Диоскор, беше знаменит положајем и богатством у граду Илиопољу Мисирском, а у вери незнабожац. Своју ћерку јединицу, мудру умом и красну ликом, затвори Диоскор у кулу високу, окружи је свим угодностима, даде јој слушкиње на службу, постави идоле за клањање, сазида јој купатило с два прозора. Посматрајући кроз прозор куле земљу доле и звездано небо горе, Варвари се отвори ум благодаћу Божјом, те познаде јединог истинитог Бога Творца, иако немаде никога од људи за учитеља у томе. А када се њен отац једном удаљи из града, она изиђе из куле и, по Божјем Промислу, срете се с неким хришћанкама, које јој јавише истину вере Христове. Срце се Варварино распламти љубављу према Христу Господу. Она нареди, те се просече и трећи прозор на купатилу, да три прозора буду символом Свете Тројице; на једној стени у купатилу прстом нацрта крст и крст се удуби у камен као гвожђем урезан; из њене стопе на поду купатила прокључа извор воде, која доцније многима причини исцељење од болести. Узнав Диоскор веру своје ћерке, изби је сурово, истера из куле и појури за њом да је убије. Стена се једна раступи и сакри Варвару од суровог оца. Када се поново јави, отац је одведе началнику Мартијану, коме предаде ћерку на мучење. Невину Варвару разденуше и шибаху, док јој цело тело не би покривено крвљу и ранама. У тамници јави јој се сам Господ с ангелима и исцели је. Видевши то, нека жена Јулијанија, и сама пожели мучеништва. И беху обе страшно мучене и с поругом по граду вођене. Одсекоше им груди женске, и крв многа из њих истече. Најзад их изведоше на губилиште, где сам отац закла ћерку своју, а војници Јулијанију. Тога истог дана удари гром у кућу Диоскорову и уби и њега и Мартијана. Пострада света Варвара 306. године. Мошти јој се чудотворне налазе у Кијеву. Прослављена у Царству Христовоме, она се много пута јављала до дана данашњега, понекад сама, понекад у пратњи Пресвете Богородице.

## Народни обичаји
Постоји народни обичај да се уочи свете Варваре кува жито, варица и увече остави да уври поред ватре у лонцу, па се сутра на Варварин дан гледа са које је стране наврило, па се каже да са те стране у пољу треба сејати пшеницу, ако се жели добар род. Варено жито се једе у кући, њим се посипа место где се узима вода за пиће, а меша се и са соли, па се даје стоци.
У Срба је народна година, као и црквена данас, почињала 1. септембра, пошто се побере летина, па је зато Варварин дан био први дан у овој години у коме су почињала врачања.
Кад се вари варица деца у Боки певају:
Вари вари варице,
Да се раду јарице
И бијеле јагњице
и детици и јунцици.
Варица се једе хладна и други и трећи дан и зато се пева:
Варварица вари,
А Савица лади,
Николица куса.
Православна црква прославља Свету Варвару  4. децембра по Старом календару тј. 17. децембра по новом календару. Њен култ је био јак на јужном Јадрану, па данас имамо брда, оствра, цркве, села, изворе... по њој назване, као оствро Сутвара, црква Свете Варваре у пределу Жабњак на Лумбарди, Варино брдо на Конавлима са црквицом Свете Варваре ,Сутвара у Грбљу код Будве, са црквом Св. Варваре, црква Св. Варваре у Морињу, некада православна, а данас католичка и посвећена Св. Трифуну (до ње је извор Сутвара)...